# Polymixia yuri
Polymixia yuri är en fiskart som beskrevs av Kotlyar 1982. Polymixia yuri ingår i släktet Polymixia och familjen Polymixiidae. Inga underarter finns listade i Catalogue of Life.